# Andrea Favilli
Andrea Favilli (ur. 17 maja 1997 w Pizie) – włoski piłkarz, grający na pozycji napastnika we włoskim klubie Ternana.

## Kariera piłkarska

### Kariera klubowa
Wychowanek klubów Polisportiva Arci Zambra, Livorno i Juventus, w barwach którego w lutym 2016 rozpoczął karierę piłkarską. Latem 2016 przeszedł do Ascoli. 10 sierpnia 2018 podpisał kontrakt z Genoą, a 18 września 2020 został wypożyczony do Verony.

### Kariera reprezentacyjna
W latach 2015–2018 występował w juniorskiej i młodzieżowej reprezentacjach Włoch.

## Sukcesy i odznaczenia

### Sukcesy klubowe
Juventus
- mistrz Włoch: 2015/16
- zdobywca Pucharu Włoch: 2015/16
- zdobywca Superpucharu Włoch: 2015